# 미라크
미라크(Mirach)는 안드로메다자리에 있는 별이다. 바이어 명명법으로는 안드로메다자리 베타(β And / β Andromedae)라고 읽는다. 겉보기 등급은 +2.05이며, 반규칙 변광성으로 추정된다. 지구에서 약 197광년 떨어져 있다.

## 명명
공식 이름을 부여 받기 전부터 미라크라는 이름으로 불려 왔으며 변형된 이름도 많다. 1515년에 라틴어로 번역된 알마게스트에는 'super mizar'라고 기록되어 있다. 아랍어인 المئزر허리띠에서 유래했다. 그리고 이것이 변형되어, 1521년에 출판된 알폰신 테이블에 'super mirat'라고 기록되었고, 이것이 시간이 지남에 따라 현재와 같이 바뀐 것으로 보인다. 한편으로는 المراق허리띠에서 왔다고도 한다. 그리고 2016년에 공식적으로 미라크라는 이름을 부여 받았다.

## 특징
- 주위에 NGC 404라는 은하가 있는데, 미라크와 아주 가깝게 붙어 있어서 '미라크의 유령'이라는 별칭으로 불리기도 한다.[14]
- 물.아핀에 KA.MUSH.I.KU.E제거자라고 기록되어 있다.[15]
- 14등급인 동반성이 있다. 이 별은 1898년, E. E. 바너드가 발견했다.[16][17]

## 주해
1. ↑  자전 속도와 반지름을 이용한 계산